# デドニエル・ヌニェス
デドニエル・オマー・ヌニェス（Dedniel Omar Núñez, 1996年6月5日 - ）は、ドミニカ共和国プエルト・プラタ州プエルト・プラタ出身のプロ野球選手（投手）。右投右打。MLBのニューヨーク・メッツ所属。

## 経歴

### プロ入りとメッツ傘下時代
2016年10月にアマチュア・フリーエージェントでニューヨーク・メッツと契約してプロ入り。
2017年、傘下のルーキー級フロリダ・コンプレックスリーグ・メッツでプロデビュー。10試合（先発8試合）に登板して1勝3敗、防御率5.24、46奪三振を記録した。
2018年はアパラチアンリーグのルーキー級キングスポート・メッツでプレーし、11試合（先発7試合）に登板して4勝1敗1セーブ、防御率3.79、36奪三振を記録した。
2019年はA級コロンビア・ファイヤーフライズとA+級セントルーシー・メッツでプレーし、2チーム合計で16試合（先発15試合）に登板して5勝4敗、防御率4.39、94奪三振を記録した。
2020年はCOVID-19の影響でマイナーリーグの試合が開催されなかったため、公式戦の登板は無かった。

### ジャイアンツ傘下時代
2020年オフのルール・ファイブ・ドラフトでサンフランシスコ・ジャイアンツから指名され、移籍した。
2021年はスプリングトレーニング中の3月に右肘を痛めてトミー・ジョン手術を受けることになり、シーズンを全休した。

### メッツ時代
2021年11月1日に40人枠から外れたことによりルール・ファイブ・ドラフトの規約でメッツに戻ることになった。
2022年はA級セントルーシー・メッツとAA級ビンガムトン・ランブルポニーズでプレーし、2チーム合計で26試合に登板して1勝0敗1セーブ、防御率3.00、49奪三振を記録した。
2023年はAA級ビンガムトンとAAA級シラキュース・メッツでプレーし、2チーム合計で40試合に登板して3勝4敗3セーブ、防御率5.53、70奪三振を記録した。
2024年の開幕はAAA級シラキュースで迎えた。4月9日にメジャー契約を結んでアクティブ・ロースター入りし、同日のアトランタ・ブレーブス戦でメジャーデビュー。

## 投球スタイル
フォーシームとスライダーを約半分ほどの比率で投げ分けるツーピッチピッチャーである。

## 詳細情報

### 背番号
- 72（2024年 - ）